# سعید جلیلی در انتخابات ریاست‌جمهوری ایران (۱۴۰۰)
سعید جلیلی برای سیزدهمین انتخابات ریاست جمهوری در تاریخ ۴ خرداد ۱۴۰۰ از سوی شورای نگهبان جهت ورود به انتخابات ریاست جمهوری احراز صلاحیت شد. وی نامزد مورد حمایت هیچ‌یک از احزاب و گروه‌های سیاسی نیست. در ۲۶ خرداد ۱۴۰۰، در فاصله دو روز مانده به انتخابات، جلیلی در بیانیه‌ای از ادامه حضور در رقابت‌های انتخاباتی ۱۴۰۰ به‌نفع سید ابراهیم رئیسی انصراف داد.

## ثبت نام

### نام‌نویسی
وی در تاریخ ۲۵ اردیبهشت ۱۴۰۰، در آخرین روز ثبت‌نام انتخابات ریاست‌جمهوری ایران (۱۴۰۰)، با حضور در وزارت کشور، به‌منظور کاندیداتوری در انتخابات ریاست‌جمهوری ثبت نام کرد. جلیلی در زمان ثبت نام به عنوان کاندیدا، همزمان عضو مجمع تشخیص مصلحت نظام بوده‌است.

### تأیید صلاحیت
صلاحیت سعید جلیلی روز ۴ خرداد ۱۴۰۰ ازسوی شورای نگهبان برای نامزدی سیزدهمین دورهٔ انتخابات ریاست‌جمهوری احراز شد.

## ستاد انتخاباتی و شعار
سعید جلیلی ضمن اعلام دیدگاه و شعار خود با حضور در برنامه با نخبگان شبکه چهار سیما، با بیان اینکه نگاه حل مشکلات اقتصادی یک نگاه حداقلی است که در شأن ملت ما نیست، اظهار کرد که در دولت سایه در هشت سال، تحولات کشور را به اتکای جوانان، متخصصین و مدیران موفق و کارگروه‌های تشکیل داده بررسی و به توانمندی‌های کشور اشراف پیدا کردیم. جلسات ما در اتاق‌های بسته هم برگزار نشد. جمع‌بندی ما این شد که باید برنامه ما حداکثری و صادقانه باشد. وی با بیان اینکه کشور برای جهش بزرگ مستعد است شعار خود را «جهاد بزرگ برای جهش ایران» اعلام نمود.

## وعده‌های انتخاباتی

#### طرح چهارگانه
سعید جلیلی در اولین حضور خود در شبکه خبر، اولین اقدام خود را حمایت از سه دهک پایین جامعه با ارائه چهار طرح، وان (مدیریت سهم آحاد جامعه از انرژی به دست خودشان)، سبد کالا (تنظیم ۱۳ قلم کالا)، سفر (تفریح و اوقات فراغت) و طرح نظام سلامت اعلام نمود.

#### چهار میلیون شغل در چهار سال
سعید جلیلی نامزد سیزدهمین دوره انتخابات ریاست‌جمهوری در بخش خبری اخبار ۲۰:۳۰ شبکه دوم سیما در واکنش به سؤالی دربارهٔ راهکارهایش برای رفع بیکاری، اظهار داشت، طبق قانون اساسی داشتن شغل و رضایت از شغل، حقوق آحاد جامعه است و ما دربارهٔ این موضوع در عرصه‌های مختلف بررسی کردیم و به این نتیجه رسیدیم که می‌توان در چهار سال آینده بیش از چهار میلیون شغل ایجاد کرد.

#### پنج روز سفر برای زوج‌های جوان
جلیلی در بخش دیگر از وعده‌های خود یک برنامه دیگر ارائه نمود که دربارهٔ آن در شبکه چهار گفت، سالی پنج روز سفر برای زوج‌های جوان و سه روز سفر برای چهار دهک پایین درآمدی به صورت رایگان در نظر گرفتیم. به میزانی که اشتغال و ساخت مسکن کم شده، سیصد هزار فقره ازدواج نیز کم شده‌است. طرح سفر، با استفاده از امکانات بلااستفاده دولتی اجرا خواهد شد.

#### امنیت بورس
سعید جلیلی در برنامه رئیس‌جمهور و جوانان که از شبکه سه سیما به روی آنتن رفت، اظهار کرد، یکی از هنرهای رئیس‌جمهوری این است که بین بازار پولی، سرمایه و بیمه هماهنگی ایجاد کند و ما برای این کار برنامه داریم. وی در ادامه گفت، قول خواهم داد که در سه‌ماهه نخست برای سهامداران خرد بورس امنیت ایجاد می‌کنیم.